# 片形棘孔珊瑚
片形棘孔珊瑚（学名：Echinopora lamellosa）为菊珊瑚科棘孔珊瑚屬下的一个种。